# Соціал-демократична партія Швейцарії
Соціал-демократична партія Швейцарії (нім. Sozialdemokratische Partei der Schweiz, ромш. Partida Socialdemocrata de la Svizra, СДП), також відома як Соціалістична партія Швейцарії (фр. Parti socialiste suisse, італ. Partito Socialista Svizzero, СП) — соціал-демократична політична партія в Швейцарії, одна з найбільших політичних сил країни.
Партія була заснована в 1888 і з 1943 (з перервою в 1953–1959) має представників у Федеральній раді Швейцарії.
На даний час партія є другою за представництвом у Національній раді після Швейцарської народної партії, маючи з 2007 43 з 200 місць, і представлена у Федеральній раді двома членами — Елізабет Бом-Шнайдер і Беатом Янсом.
Серед членів партії також Рут Дрейфус, перша жінка — президент Швейцарії.
Політична програма партії серед іншого містить вимогу вступу країни в ЄС, хоча СДП виступає проти членства в НАТО. Крім цього, СДП також підтримує легалізацію марихуани.